# Спектр-РГ
Спектр-РГ (такође Спектрум-X-гама, СРГ, SXG) руско-немачка је високоенергетска астрофизичка опсерваторија лансирана 13. јула 2019. године с космодрома Бајконур. Представља наставак пројекта Спектр-Р, сателитског телескопа лансираног 2011. године.